# Ghiacciaio Matz
Der Ghiacciaio Matz (italienisch für Matzgletscher) ist ein Gletscher im ostantarktischen Viktorialand. Er liegt 55 km östlich der Mario-Zucchelli-Station im Trogtal des Anderton-Gletschers und gehört zum Reeves-Gletscher-System in der Eisenhower Range. Sein Entstehungsgebiet liegt auf dem Osthang von Mount Matz. 
Italienische Wissenschaftler benannten ihn in Anlehnung an die Benennung des gleichnamigen Bergs. Dessen Namensgeber ist der US-amerikanische Geologe David B. Matz, der von 1965 bis 1966 auf der McMurdo-Station tätig war.